# Huzziya I
Huzziya I  fue un rey de Hatti que gobernó a mediados del siglo XVI a. C.

## Biografía
Las fuentes disponibles acerca de Huzziya no aclaran su relación con Ammuna, pero sí el hecho de que tuvo que asesinar a dos hombres, Titti y Hantili. Mientras que algunos expertos postulan que Huzziya es un hijo menor de Ammuna, que mató a dos de sus hermanos para acceder al trono, otros creen que Huzziya es el hermano de la esposa de Telepinu, uno de los hijos de Ammuna.
Al poco tiempo de tomar el poder, Huzziya perdió el poder a manos de una rebelión encabezada por su cuñado Telepinu, que lo desterró y asumió el trono.